# Anne Willem Kymmell
Anne Willem Kymmell (Assen, 12 juli 1861 -  Den Haag, 17 maart 1927) was directeur van de Nederlandse Postcheque- en Girodienst, voorloper van de latere Postbank

## Leven en werk
Kymmell was een zoon van de rijksarchivaris van Drenthe Georg Rudolph Wolter Kymmell en Anna Clasina Ovink. Kymmell was inspecteur der posterijen en telegrafie. Hij was actief betrokken bij de oprichting van de Postcheque- en Girodienst in 1917 en werd in januari 1918 onderdirecteur bij de nieuwe instelling. In 1921 werd hij aangesteld tot directeur van de Postcheque- en Girodienst. Onder zijn leiding werden de werkzaamheden van deze dienst gecentraliseerd en dat eindigde in een catastrofe. In oktober 1923 moesten de werkzaamheden van de dienst tijdelijk worden stopgezet. Na een jaar, in oktober 1924, konden de werkzaamheden weer worden hervat. Dit veroorzaakte volgens de krantenberichten van die tijd veel maatschappelijke onrust. Op 23 januari 1924 werd er door de directeur-generaal van de posterijen een commissie ingesteld die moest nagaan wie er schuldig waren aan de ontwrichting van de dienst, veroorzaakt door de centralisatie. De commissie concludeerde in een uitgebreid rapport, dat in de kranten van april 1924 uitvoerig wordt besproken, dat de heer Kymmell uit zijn ambt van directeur moet worden ontheven, omdat hij, samen met enkele ondergeschikten, verantwoordelijk was voor de ontwrichting. Aan Kymmell, die reeds met ziekteverlof was, werd per 1 mei 1924 op zijn verzoek eervol ontslag verleend.  
Kymmell trouwde op 10 april 1890 te Den Haag met Albertine Johanna Henriëtte à Brakel Reiger, de in Batavia geboren dochter van mr. Wilhelmus à Brakel Reiger en Eleonora Maria Horst. Hij overleed in 1927 op 65-jarige leeftijd.